# نمایش راکی هارور
نمایش راکی هارور (انگلیسی: The Rocky Horror Show) تئاتر موزیکالی با موسیقی، ترانه و کتابی اثر ریچارد اوبراین و کارگردانی و تهیه‌کنندگی جیم شارمن است. این نمایش، ادای احترامی است به ژانر علمی–تخیلی، فیلم ترسناک و فیلم درجه ب دهه‌های ۱۹۴۰ تا اوایل ۱۹۷۰ میلادی. این تئاتر موزیکال، داستان زوجی گرفتار در طوفان را روایت می‌کند که به خانه دانشمندی دیوانه، پناه می‌آورند که از مخلوق جدیدش، گونه‌ای هیولا به شکل فرانکنشتاین که به صورت مصنوعی ساخته شده، پرده‌بردای می‌کند. این موجود، راکی هارور نام دارد که رشدش کامل است و بدنی عضلانی دارد. از روی این نمایش، اقتباسی سینمایی با نام فیلم راکی هارور در ۱۹۷۵ ساخته شده است.